# Pierre Monneret
Pierre Monneret (12 januari 1931 – 1 maart 2010) was een Frans motorcoureur. Hij was meervoudig kampioen van Frankrijk.
Monneret was de zoon van Georges Monneret, een van de meest succesvolle motorcoureurs van Frankrijk. Zijn broer Jean was ook coureur, evenals zijn halfbroer Philippe.

## Motorcarrière

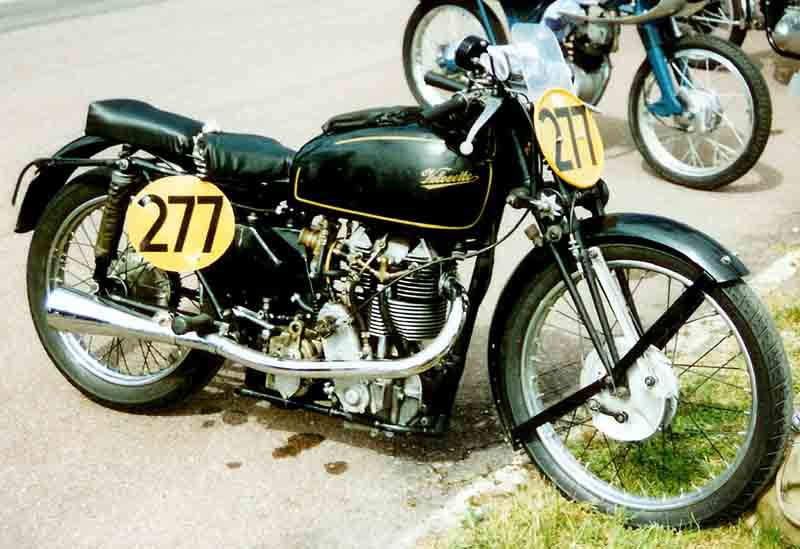
Velocette KTT Mk VIII

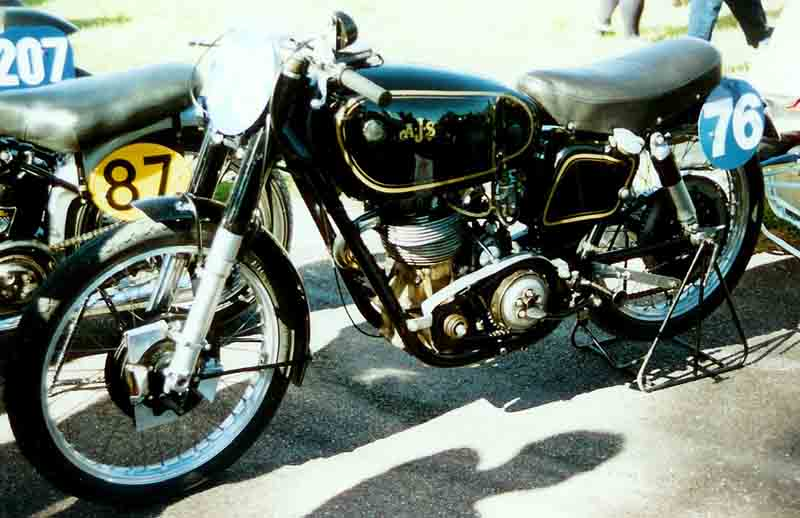
AJS 7R Boy Racer

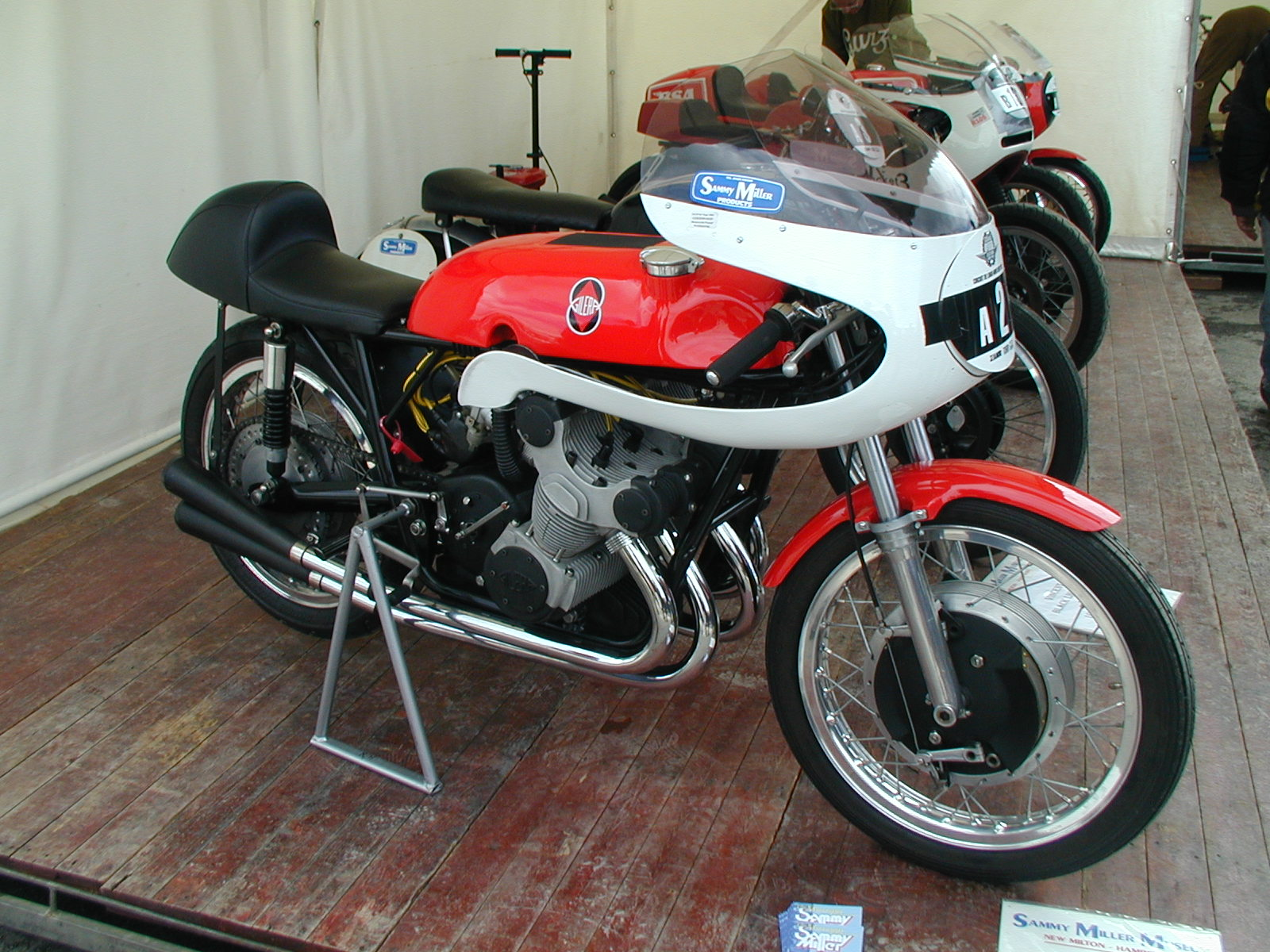
Gilera 500 4C

### 1949
In 1949 won hij met een Velocette KTT Mk VIII de 350cc-race van het Circuit Motocycliste de Vic-Bigorre Vic-en-Bigorre en in de 500cc-klasse werd hij tweede. Op het Circuit de Vitesse Motocycliste du Dauphin in Grenoble werd hij tweede in de 350cc-klasse.

### 1950
Pierre Monneret had al vroeg een internationale racelicentie, want al in het seizoen 1950 debuteerde hij in het wereldkampioenschap wegrace. Samen met vader Georges startte hij in de 350cc-race van de Grand Prix des Nations op Monza.
In Frankrijk won hij met een AJS 7R de 350cc-race van het Circuit de Périgueux in Perigueux en met een Benelli de 250cc-klasse van de Coupes de Salon in Montlhéry. Hij werd met de Velocette tweede op het Circuit de Bergerac in Bergerac, in de Grand Prix de Lyon en het Circuit de Vesoul en met de AJS tweede in de Coupes de Salon in Montlhéry. Met de AJS werd hij derde in de Grand Prix de Paris in Montlhéry en met de Velocette werd hij derde in het Circuit de Cannes.

### 1951
Op 8 maart 1951 reden Pierre, zijn vader Georges en zijn broer Jean een wereldrecord met een Puch 125 TS. Ze reden 40.000 kilometer in 24 dagen, 21 uur en 43 minuten. In hetzelfde jaar reed Pierre Monneret samen met zijn vader, Robert Moury en Johann Weingartmann met een Puch 125 TFS een wereldrecord door binnen 24 uur 2991 kilometer af te leggen.
Hij won met de AJS de 350cc-races van het Circuit de Carcassonne, de Grand Prix de Vitesse Motocycliste des Sables d'Olonne en het Circuit Motocycliste de Cadours. Met een 175cc-Mondial won hij de Coupes de Salon in Montlhéry. Hij werd tweede in de 350cc-races van het Circuit Motocycliste du Lac in Aix-les-Bains en de Grand Prix de Lyon en de 500cc-races in Les Sables-d'Olonne en Vesoul en derde in de 350cc-race in Bergerac. Pierre werd ook 350cc-kampioen van Frankrijk.

### 1952
In 1952 startte Pierre Monneret niet in het wereldkampioenschap wegrace. In Frankrijk reed hij met zijn 350cc-AJS en met een 500cc-Gilera Saturno. In de 350cc-klasse won hij op het Circuit National Motocycliste de Varen, in Cadours en de Coupes de Salon, werd hij tweede op het Circuit de Farrou in Villefranche-de-Rouergue en op het Circuit d'Avignon en derde op het Circuit de Picardie in Amiens en in de Grand Prix de France in Albi. In de 500cc-klasse won hij in Villefranche-de-Rouergue, werd hij tweede in Amiens, Tarare en Montlhéry en derde in Cadours.

### 1953
In het seizoen 1953 werd hij opnieuw Frans 350cc-kampioen, maar zijn grootste succes was de tweede plaats in de 350cc-Grand Prix van Frankrijk. Hij was de eerste Fransman die een podiumplaats in het wereldkampioenschap voor solomotoren haalde (zijspanrijders Jean Murit en André Emo hadden dat al in 1951 gedaan). Pierre en vader Georges kregen allebei een Gilera 500 4C ter beschikking, waarmee Pierre twaalfde werd. Georges viel uit. Ook in de GP des Nations kregen ze allebei een fabrieks-Gilera, waarmee Pierre negende werd en Georges viel opnieuw uit. In de GP van Spanje viel Pierre met de Gilera uit. Toch werd Georges, 45 jaar oud 250cc-kampioen van Frankrijk.
In de Franse races won Pierre Monneret de 500cc-race in Bergerac en de 350cc-races in Aix-les-Bains en Avignon. Hij werd opnieuw Frans kampioen in de 350cc-klasse.

### 1954
In het seizoen 1954 werd Pierre Monneret de eerste Fransman die een wedstrijd voor het wereldkampioenschap won. Hij was toen al fabrieksrijder voor twee merken: in de 350cc-klasse voor AJS en in de 500cc-klasse voor Gilera. In de Franse Grand Prix in Reims won hij met de AJS Boy Racer de 350cc-klasse en met de Gilera 500 4C de 500cc-klasse. In beide klassen reed hij ook de snelste ronde. Gilera zette in 1954 alle kaarten op Geoff Duke en Reg Armstrong. Directeur en teamleider Giuseppe Gilera zag veel liever Italiaanse coureurs op zijn machines rijden, maar kon niet om de Britten heen vanwege hun kennis van de Snaefell Mountain Course waar de Senior TT verreden werd. Dat stratencircuit was 60 km lang en levensgevaarlijk maar Duke en Armstrong kenden het op hun duimpje. Zij waren dan ook de enige Gilera-coureurs die naar het eiland Man gestuurd werden. Monneret startte pas weer in de Grand Prix van België, maar hij viel uit. Ook in de TT van Assen en de Grand Prix van Duitsland kreeg hij geen start. In de GP van Zwitserland werd hij zevende en in Monza viel hij weer uit. De laatste Grand Prix (Spanje) was eigenlijk een aanfluiting zonder startveld van betekenis. Het 500cc-wereldkampioenschap was beslist en Gilera reisde helemaal niet af naar Spanje. Monneret eindigde het 350cc-kampioenschap van 1954 als tiende en het 500cc-kampioenschap als zesde.
In Frankrijk won hij de 500cc-races in Marseille, Grenoble, Reims en Montlhéry en de 350cc-races in Grenoble, Rochefort-sur-Mer, Reims, Moulins, Lyon en Montlhéry en hij werd 350cc-kampioen van Frankrijk.

### 1955
De Grand Prix van Spanje opende het seizoen van 1955, en opnieuw was het deelnemersveld beperkt. Alleen de échte topcoureurs werden uitgezonden, en voor Gilera waren dat weer Duke en Armstrong, ondersteund door Giuseppe Colnago. In de tweede GP, die van Frankrijk, had Monneret in 1954 twee klassen gewonnen dus mocht hij ook in 1955 een kans wagen, zij het alleen in de 500cc-klasse. Hij werd echter slechts tiende. Naar Man gingen alleen Duke en Armstrong en Colnago werd als derde rijder naar Duitsland gestuurd. In België vielen zowel Duke als Armstrong uit. Colnago won er en Monneret werd tweede. Naar Assen werd Monneret niet uitgezonden, want daar kreeg de Nederlander Drikus Veer een fabrieks-Gilera, waarmee hij vierde werd. Duke won daar vóór Armstrong en was twee wedstrijden vóór het einde van het seizoen al wereldkampioen. Daarom vonden Gilera en MV Agusta het ook niet nodig om naar de Ulster Grand Prix af te reizen en kon Bill Lomas met een Moto Guzzi winnen. In de laatste race, Monza, was deelname eigenlijk ook niet meer van belang, maar dit was nu eenmaal de thuiswedstrijd voor de Italianen en daarom moest iedereen aantreden. Er waren waarschijnlijk niet eens voldoende viercilinder-fabrieksmachines voor iedereen. Pierre Monneret viel uit, maar Gilera bezette het hele 500cc-podium. In het wereldkampioenschap werd Pierre Monneret zevende dankzij de zes punten uit België.
In Frankrijk won hij de 500cc-races in Marseille, Grenoble, Reims en Montlhéry en de 350cc-races in Grenoble, Rochefort-sur-Mer, Reims, Moulins, Lyon en Montlhéry en hij werd 350cc-kampioen van Frankrijk.

### 1956
In 1955 was het nieuwe Circuit van Drenthe feestelijk geopend. Dat trok een enorm aantal privérijders aan, maar de omstandigheden in het rennerskwartier waren beroerd en bovendien was er niet genoeg startgeld. De 350 cc werd daarom geboycot door de privérijders. Een aantal fabriekscoureurs, vooral de Gilera-rijders Duke, Armstrong, Colnago en Milani, waren bij de TT-organisatie voor de privérijders opgekomen. Ze hadden er echter niet op gerekend dat de lange tenen van de TT-organisatie en de lange arm van de FIM zouden samenspannen om in 1956 14 coureurs, waaronder het hele Gilera-team, te schorsen tot ná de TT van Assen. Bovendien gaf het Kanton Bern geen toestemming meer voor de organisatie van wegraces, waardoor er nog slechts zes wedstrijden overbleven. De FIM kon niets anders doen dan alleen de beste vier races te laten tellen, maar twee daarvan werden al moeiteloos gewonnen door John Surtees met de MV. In België vielen Duke en Armstrong uit, maar Monneret werd derde. Toen Surtees ook deze wedstrijd won was de titel voor MV Agusta binnen het Surtees startte het hele seizoen niet meer. In Duitsland won Armstrong en Monneret werd opnieuw derde, waardoor ze evenveel punten hadden. In de Ulster Grand Prix werden weer alleen de Britten ingezet, maar zowel Armstrong als Duke vielen uit. Toen Monneret in Monza derde werd vóór Armstrong eindigde hij het seizoen als beste Gilera-coureur, op de vierde plaats in de eindstand van het wereldkampioenschap 500 cc. In België had hij echter ook op de 125cc-Gilera gereden. Hij werd derde achter de MV Agusta's van Carlo Ubbiali en Fortunato Libanori en daardoor eindigde hij in het 125cc-wereldkampioenschap op de negende plaats.
Hij won de 500cc-races Bourg-en-Bresse, Moulins en Villefranche-de-Rouergue en werd 500cc-kampioen van Frankrijk.

#### Situatie bij Gilera eind 1956
Na het seizoen 1956 beëindigde Monneret zijn racecarrière. Hij was pas 25 jaar oud, maar hij richtte zich op het familiebedrijf, een fabriek in kartonproducten. Hij overleed in maart 2010 op 79-jarige leeftijd.
Het is heel waarschijnlijk dat Monneret zijn carrière beëindigde om in het familiebedrijf te stappen, maar de situatie bij Gilera was aan het einde van 1956 allerminst gunstig voor hem. Giuseppe Gilera had het liefst Italianen in zijn team, maar moest zoals gezegd noodgedwongen Britse coureurs in dienst nemen om op het eiland Man en in Ulster te presteren. Zelfs de Italiaanse coureurs mochten maar mondjesmaat starten, en hun positie verslechterde toen Gilera probeerde ook John Surtees te contracteren. Die kreeg echter lucht van de schorsing van Gilera in 1956 en daarom koos hij voor MV Agusta. Voor Monneret, Colnago en Liberati was het echter duidelijk dat ze geen kans maakten op een leidende positie binnen het team van Gilera. Umberto Masetti had al een jaar eerder eieren voor zijn geld gekozen door over te stappen naar MV Agusta. Bovendien overleed op 9 oktober 1956 Ferruccio Gilera, de zoon van Giuseppe Gilera, op 26-jarige leeftijd. Ferruccio had de leiding van het raceteam al overgenomen en Giuseppe stond op het punt het hele bedrijf aan hem over te dragen. Het overlijden van Ferruccio had een groot effect op de motivatie binnen het team, en ook de ontwikkeling van de racemotoren werd er duidelijk door vertraagd.

## Autocarrière
Monneret begon al vroeg ook met auto's te racen, met name in endurance, zoals de 12 uren van Reims, de 1000 km van Parijs, de 24 uur van Le Mans, en de 1000 km van de Nürburgring. Hij begon deze carrière in 1954 en stopte in 1965.

## Wereldkampioenschap wegrace resultaten
(Races in cursief geven de snelste ronde aan)
| Jaar | Klasse | Team   | Motorfiets | 1     | 2      | 3     | 4       | 5      | 6      | 7     | 8       | 9       | Punten | Plaats | Overwinningen |                                                | Wereldkampioen |
| ---- | ------ | ------ | ---------- | ----- | ------ | ----- | ------- | ------ | ------ | ----- | ------- | ------- | ------ | ------ | ------------- | ---------------------------------------------- | -------------- |
| 1950 | 350 cc | Privé  | AJS 7R     | IOM - | BEL -  | NED - | ZWI -   | ULS -  | NAT 12 |       |         |         | 0      | -      | 0             | Bob Foster, Velocette KTT Mk VIII              |                |
| 1953 | 350 cc | Privé  | AJS 7R     | IOM - | NED -  | BEL - | DUI -   | FRA 2  | ULS -  | ZWI - | NAT -   |         | 6      | 8e     | 0             | Fergus Anderson, Moto Guzzi Monocilindrica 350 |                |
| 1953 | 500 cc | Gilera | 500 4C     | IOM - | NED -  | BEL - | DUI -   | FRA 12 | ULS -  | ZWI - | NAT 9   | SPA DNF | 0      | -      | 0             | Geoff Duke, Gilera 500 4C                      |                |
| 1954 | 350 cc | AJS    | AJS 7R     | FRA 1 | IOM -  | ULS - | BEL -   | NED -  | DUI -  | ZWI - | NAT -   | SPA -   | 8      | 10e    | 1             | Fergus Anderson, Moto Guzzi Monocilindrica 350 |                |
| 1954 | 500 cc | Gilera | 500 4C     | FRA 1 | IOM -  | ULS - | BEL DNF | NED -  | DUI -  | ZWI 7 | NAT DNF | SPA -   | 8      | 6e     | 1             | Geoff Duke, Gilera 500 4C                      |                |
| 1955 | 500 cc | Gilera | 500 4C     | SPA - | FRA 10 | IOM - | DUI -   | BEL 2  | NED -  | ULS - | NAT DNF |         | 6      | 7e     | 0             | Geoff Duke, Gilera 500 4C                      |                |
| 1956 | 125 cc | Gilera | 125 GP     | IOM - | NED -  | BEL 3 | DUI -   | ULS -  | NAT -  |       |         |         | 4      | 9e     | 0             | Carlo Ubbiali, MV Agusta 125 Bialbero          |                |
| 1956 | 500 cc | Gilera | 500 4C     | IOM - | NED -  | BEL 3 | DUI 3   | ULS -  | NAT 3  |       |         |         | 12     | 4e     | 0             | John Surtees, MV Agusta 500 4C                 |                |